# Caroline Augusta van Beieren
Carolina Charlotte Augusta van Beieren (Mannheim, 8 februari 1792 — Wenen, 9 februari 1873) was het vierde kind uit het eerste huwelijk van de Beierse koning Maximiliaan I met Augusta Wilhelmina van Hessen-Darmstadt. Haar oudere broer was de latere koning Lodewijk I.
Toen Charlotte Auguste vier jaar oud was, overleed haar moeder. Vrij kort daarna hertrouwde haar vader met Caroline, markgravin van Baden. Zij kreeg een goede, nadrukkelijk katholieke opvoeding. Om te ontkomen aan een verbinding met het huis Bonaparte verbond de zestienjarige prinses zich op 8 juni 1808 met de elf jaar oudere kroonprins van Württemberg, Willem. De prinses behield haar katholieke geloof. Het huwelijk bleek een volslagen mislukking. In de acht jaar dat het duurde was de echtgenoot vaak afwezig, op reis (vaak naar Kassel, waar hij een relatie had met een mooie hofdame van zijn zuster Catharina) of in een oorlog. Charlotte woonde intussen in Stuttgart, waar ze gewaardeerd werd door haar schoonouders. In 1814 verzocht het paar om ontbinding van het huwelijk vanwege wederkerige weerzin en omdat het niet geconsummeerd zou zijn. Een door koning Frederik benoemd huwelijksgerecht verklaarde het huwelijk ondanks verzet op 23 augustus 1814 ongeldig. Het argument dat het huwelijk om politieke redenen was gesloten en dus zonder instemming van de betrokkenen, werd door koning Frederik nadrukkelijk van de hand gewezen. De aansluitende procedure bij de Sacra Rota legde de schuld enkel neer bij de kroonprins, die een intiem samenzijn met het door hem als onaantrekkelijk beschouwde meisje had vermeden en vanaf het begin een schijnhuwelijk had gevoerd om persoonlijk vrij te zijn. Willem I van Württemberg hertrouwde met Catharina Paulowna van Rusland en werd bij haar de vader van Sophie van Württemberg. Op aanwijzing van koning Frederik kreeg Charlotte tot een nieuw huwelijk een jaarpensioen van 40.000 gulden.
Op 18 oktober 1816 trouwde de prinses de twee keer zo oude Oostenrijkse keizer Frans I/II, die reeds drie keer weduwnaar was geworden. Als teken van een nieuw begin voerde de prinses voortaan de Duitse naam Caroline. Zij was een goede stiefmoeder voor de kinderen uit de eerdere huwelijken van de keizer en ze vergrootte door haar huismoederlijk optreden de populariteit van het Weense hof. Het harmonische huwelijk bleef kinderloos. Keizerin Caroline zette zich in voor tal van liefdadigheidsprojecten en bleef, ook na de dood van haar man in 1835, als keizerin-weduwe een representante van het keizerlijk huis. Ze kreeg de bijnaam "moeder van de armen".
- Gemeinsame Normdatei: 119189747
- International Standard Name Identifier: 0000 0000 6123 0724
- Library of Congress Control Number: no93003844
- MusicBrainz: e2e8f910-b17b-4a40-a307-4315a42e6d85
- Nationale Bibliotheek van Tsjechië: jn20030210014
- Nationale Bibliotheek van Israël: 987007326576005171
- Nederlandse Thesaurus van Auteursnamen: 117275425
- Virtual International Authority File: 18026191
- WorldCat: E39PBJjRVgC7dd9wHX8YDbmcfq